# Tímor
Tímor (grec medieval: Τίμορος, Tímoros) o Tmor (Τμόρος, Tmoros), dita igualment Timorindje, fou una fortalesa romana d'Orient a Albània, al Despotat de l'Epir, que fou ocupada pels albanesos revoltats a finals de la dècada del 1320, però va ser reconquerida pels romans l'any següent. Es trobava a la serralada de Tomorr, de la qual deriva el seu nom, etimològicament relacionat amb la paraula catalana tenebres.